# Лијеж (покрајина)
Провинција Лијеж (фр. Province de Liège) је једна од пет провинција белгијског региона Валоније. Налази се на истоку земље. 
Године 2005. провинција је имала 1.034.000 житеља. Становништво говори француски језик, док је на крајњем истоку заступљен и немачки. Главни град, културно и привредно средиште је град Лијеж. 
Провинција Лијеж одговара историјској бискупској кнежевини Лијеж која је постојала у периоду од 980—1795. године. 